# Nisterud Station
Nisterud Station (Nisterud stasjon) er en jernbanestation på Bratsbergbanen, der ligger i Skien kommune i Norge. Stationen består af et spor med en perron med et læskur. Desuden er der en tidligere stationsbygning, der er opført i træ efter tegninger af Gudmund Hoel og Eivind Gleditsch.
Stationen blev oprettet 15. januar 1919, lidt over et år efter åbningen af banen. Den blev nedgraderet til trinbræt 1. januar 1973. Den er i dag den eneste station på Bratsbergbanen mellem Skien og Nordagutu, der stadig betjenes af persontog, idet en række andre mellemstationer mistede betjeningen i 2004.